# Imposto sobre janelas

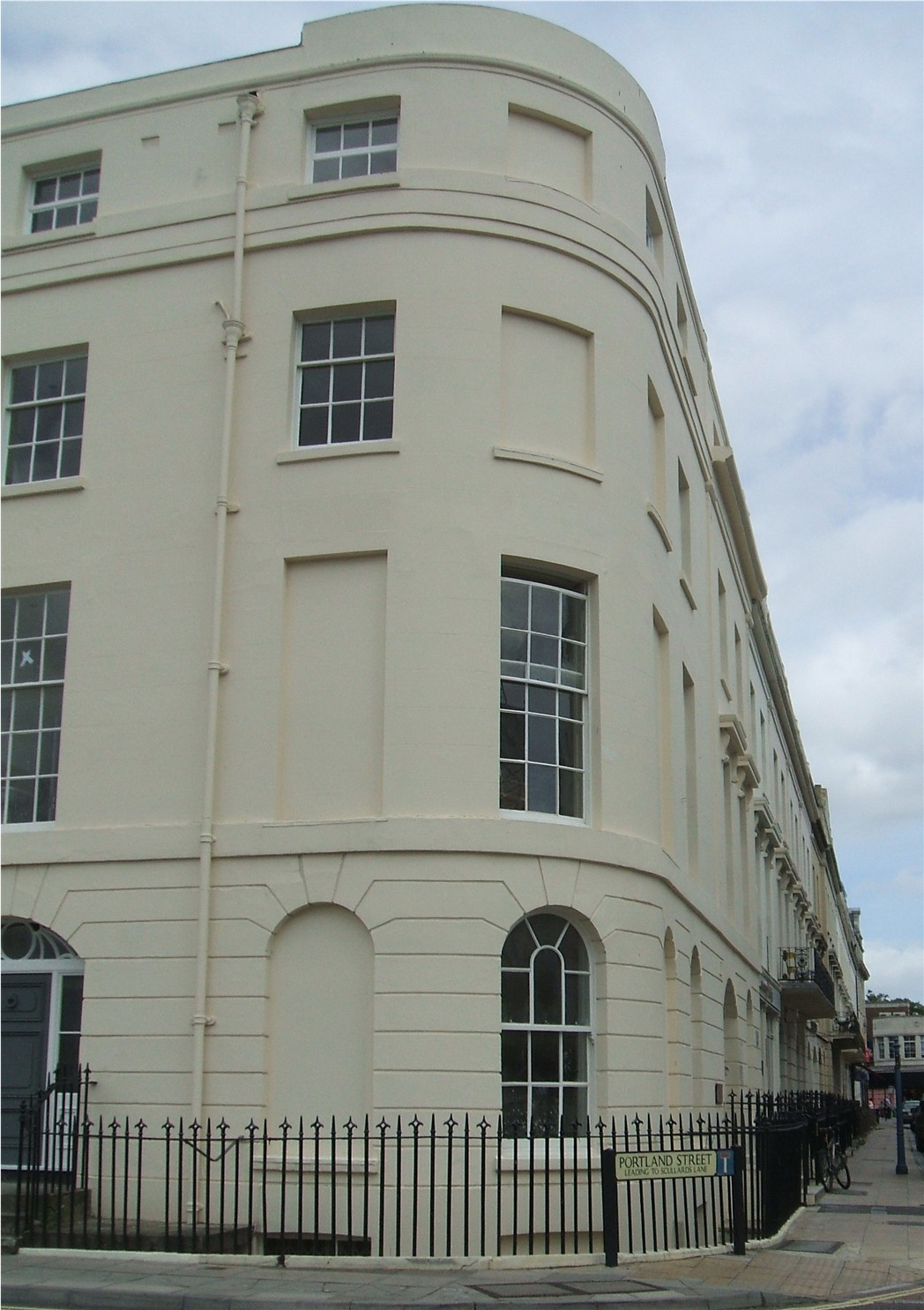
Casa no Reino Unido com paredes cobrindo as janelas.

O imposto sobre janelas foi um imposto criado em 1696 pelo Rei Guilherme III da Inglaterra que consistia em cobrar impostos relativos a quantidade de janelas em uma imóvel, é considerado um dos precursores do imposto de renda. contendo faixas de incidência em imóveis entre duas e dez janelas, acima de dez até vinte janelas e com mais de vinte janelas, o imposto durou 155 anos até 1851. O imposto também foi aplicado na França entre 1798 e 1926.